# Mat Johnson
Mat Johnson (19 de agosto de 1970 en Filadelfia, Pensilvania) es un escritor estadounidense que trabaja tanto en prosa como para los cómics. En 2007, se convirtió en el primer recipiente estadounidense de la beca James Baldwin, otorgada por la United States Artists Foundation.

## Biografía
Mat Johnson nació y se crio en las comunidades de Germantown y Mount Airy, en Filadelfia. Su madre es afroamericana y su padre es irlandés católico, Estudió en Greene Street Friends School, West Chester University, University of Wales, Swansea, y recibió finalmente su licenciatura por el Earlham College. En 1993, fue galardonado con la beca Thomas J. Watson. Johnson recibió un máster en arte por la Columbia University School of the Arts (1999).
Johnson ha impartido clases en Universidad Rutgers, Universidad de Columbia, Bard College, y en las jornadas para escritores de The Callaloo Journal. En la actualidad es profesor titular del equipo creativo de escritura de la Universidad de Houston. Johnson vive en Houston.
La primera novela de Johnson, Drop (Bloomsbury , 2000), trataba sobre un nativo de Philadelphia que se odia a sí mismo y que cree haber encontrado una salida cuando consigue un trabajo en una agencia de publicidad en Brixton, Londres. La novela fue seleccionada por Barnes & Noble como el trabajo de un gran nuevo escritor; la revista Interview nombró a Johnson como un "escritor en eclosión”; y Drop se incluyó entre las mejores novelas del año por Progressive Magazine.
En 2003, Johnson publicó Hunting in Harlem (Bloomsbury, 2003), una sátira sobre la gentrificación en Harlem y una investigación sobre la fe, en oposición al fanatismo. Hunting in Harlem ganó el Zora Neale Hurston/Richard Wright Legacy Award a la Novela del Año.
Johnson hizo su primera colaboración en el mundo del cómic con la publicación de la miniserie de cinco números Hellblazer Special: Papa Midnite (Vertigo, 2005), donde narró, con dibujos de Tony Akins, el origen de Papa Medianoche, un personaje previamente existente en la mitología que rodea a John Constantine. El cómic transcurría en el Manhattan del siglo XVIII, y se basaba en las investigaciones que Johnson estaba realizando para su primera novela histórica, The Great Negro Plot (Bloomsbury). The Great Negro Plot es un trabajo de no ficción que cuenta la insurrección de esclavos que tuvo lugar en Nueva York en 1741 y los resultantes juicios e histeria.
En febrero de 2008, Vertigo Comics publicó la novela gráfica, escrita por Johnson, Incognegro, un misterio de serie negra sobre la desaparición del Sur estadounidense. El trabajo tenía ilustraciones del dibujante británico Warren Pleece, con portada de Stephen John Phillips.
Desde 2006 hasta 2007, Johnson escribió el blog Niggerati Manor, en el que discute sobre la cultura y literatura afroamericana.

## Premios
Johnson recibió la beca James Baldwin en 200, por $50.000, otorgada por United States Artists, una organización benéfica pública que apoya y promueve el trabajo de artistas estadounidenses. El 21 de septiembre de 2011, Johnson recibió el Premio Dos Passos por su trabajo, centrado en temas americanos y la experiencia humana.

### Novelas
- Drop (Bloomsbury, 2000)
- Hunting in Harlem (Bloomsbury, 2003)
- Pym (Random/Spiegel & Grau, 2011)
- Loving Day (Spiegel & Grau, 2015)

### No ficción
- The Great Negro Plot (Bloomsbury, 2007)

### Cómics
- Hellblazer Special: Papa Midnite (Vertigo, 2005)
- Incognegro (Vertigo, 2008)
- Dark Rain: A New Orleans Story[5] (Vertigo, 2010)
- Right State[6] (Vertigo, 2012)

### Antologías
- Gumbo: Anthology of African American Literature (Harlem Moon, 2002)
- Not Guilty: Twelve Black Men Speak Out on Law, Justice, and Life (Amistad Press, 2002)
- Mixed: An Anthology of Short Fiction on the Multiracial Experience (W. W. Norton, 2006)
- Black Cool: One Thousand Streams of Blackness[7] (Soft Skull Press, 2012)